# خورخي آي. دومينغيز
خورخي آي. دومينغيز (بالإنجليزية: Jorge I. Dominguez)‏ هو كاتب كوبي وأمريكي، ولد في 1945 في هافانا في كوبا.